# اچ‌ام‌اس هاردی (۱۸۹۵)
اچ‌ام‌اس هاردی (۱۸۹۵) (به انگلیسی: (HMS Hardy (1895) یک کشتی با طول ۱۹۶ فوت (۶۰ متر) بود که در سال ۱۸۹۵ ساخته شد.